# ジョゼフ・チェンバレン
ジョゼフ・チェンバレン（Joseph Chamberlain, 1836年7月8日 - 1914年7月2日）は、イギリスの政治家。
バーミンガム市長（在職: 1873年 - 1876年）として社会主義的な市政改革を行って名をあげ、国政に進出。はじめ自由党に所属し、ウィリアム・グラッドストン内閣で通商大臣（在職: 1880年-1885年）や自治大臣（在職: 1886年）を務めたが、その後、離党して自由統一党を結成し、保守党のソールズベリー侯爵やアーサー・バルフォアの内閣で植民地大臣（在職: 1895年-1903年）を務めた。積極的な帝国主義政策を遂行し、大英帝国の強化・拡大に努めた。
社会主義と帝国主義を融合した社会帝国主義の政治家として知られる。
ロカルノ条約でノーベル平和賞を受賞したオースティン・チェンバレン外相やナチス・ドイツへの宥和政策で知られるネヴィル・チェンバレン首相は息子である。

## 概要
1836年に製靴業の実業家の息子として生まれる。ユニヴァーシティ・カレッジ・ロンドンを卒業後、父の製靴工場で働く。1854年から父が出資していたバーミンガムのスクリュー製造会社の経営にあたり、労働者に優しい大企業に育て上げた。1874年にバーミンガム市長となり、ガス・水道の市営化など社会主義的政策を行って注目を集める。
1876年にバーミンガム選挙区から自由党の庶民院議員に当選して国政に移る。1877年に「自由党全国連盟」を結成し、その巨大な大衆動員能力を背景にして自由党内に「新急進派」と呼ばれる派閥を形成し、社会政策・帝国主義政策を訴えた。
1880年の総選挙の自由党の勝利には連盟が大きく貢献しており、総選挙後に組閣された第二次グラッドストン内閣に通商大臣として入閣した。貿易を所管したことで帝国主義思想を強め、エジプトの半植民地化などを推進した。
1885年の総選挙では、農地改革などを盛り込んだ非公式綱領を掲げて国民の人気を博し、同選挙の自由党の勝利に貢献した。
1886年2月に成立した第三次グラッドストン内閣に自治大臣として入閣するも、グラッドストンが推し進めるアイルランド自治法案を大英帝国の結合を弱める物として反対してすぐに辞職した。その後、自由党ホイッグ派の領袖ハーティントン侯爵とともに自由党を離党して自由統一党を結成した。
1886年7月に成立した保守党政権の第二次ソールズベリー侯爵内閣に対してはチェンバレンら自由統一党は閣外協力の立場をとり、首相ソールズベリー侯爵に圧力をかけて一定の農地改革や地方自治を推進させた。
1895年の第三次ソールズベリー侯爵内閣では自由統一党は保守党と連立政権（保守統一党政権）を組み、チェンバレンも植民地大臣として入閣した。トランスヴァール共和国再併合計画に主導的な役割を果たし、第二次ボーア戦争を引き起こした。1902年のアーサー・バルフォアの内閣にも植民地大臣として留任したが、関税の再導入を主張したことで閣内・党内の自由貿易派と対立を深め、1903年には辞職した。
その後も関税再導入を主張し続け、保守統一党の亀裂を深めた。1906年には脳卒中で倒れ、1914年に死去した。

## 生涯

### 生い立ち
1836年7月8日にロンドン郊外カンバーウェルに生まれる。
父ジェゼフ・チェンバレンは上流中産階級に位置する製靴業の実業家であった。先祖に統一法に反対して処刑されたカトリック聖職者リチャード・サージェントがいる。チェンバレン家は代々非国教徒のユニテリアン派であった。
チェンバレン家は職業的にも宗教的にも典型的なイギリス上流中産階級であったといえる。
裕福な家庭ながら非国教徒であるため、パブリックスクールやオックスフォード大学やケンブリッジ大学など国教会系の名門校への入学は断念し、私立学校を経て、1850年にユニヴァーシティ・カレッジ・ロンドンに入学した。この大学には2年間だけ在学し、1852年から16歳にして父の製靴工場で働くようになった。特別扱いされることなく、作業着を着て他の一般の職人たちとともに製靴作業にあたった。この経験で労働者の心情に通じるようになったという。

### 実業家として
18歳の時の1854年、従兄弟にあたるジョゼフ・ヘンリー・ネットルフォードが経営するスクリュー製造会社に、出資者の一人である父の名代として参画することになり、単身バーミンガムに移住した。以降1874年までその会社の経営に参加して実業家として活躍する。
同業他社の買収を推進して、ネットルフォード・スクリュー製造会社をミッドランド地方の独占企業に育て上げた。大英帝国植民地をはじめとする海外への市場拡大にも積極的だった。スイス、ドイツ諸国、フランスなど大陸諸国への出張の機会も増え、ヨーロッパ情勢に通じるようになっていった。
一方で大実業家となっても労働者目線を忘れず、盛んに労働者たちとの討論会を開催し、労災や疾病の保障組合の創設を主導した。さらに労働者たちのための夜間学校を開催して、自ら文学・歴史・フランス語・数学の教鞭をとった。こうした努力の結果、ネットルフォード社ではストライキが全く発生しなかった。これは当時の企業としては非常に希有なことであった。
やがてバーミンガム市の名士として知られるようになり、1869年にはバーミンガム市会議員に選出されている。市会議員時代から急進派として活動し、「ラジカル・ジョー」と呼ばれたという。

### バーミンガム市長
1873年にバーミンガム市長 (Lord Mayor of Birmingham) に就任した。チェンバレンは自由放任された不衛生なバーミンガム市を積極的な都市改造・インフラストラクチャー設備で近代都市に生まれ変わらせた。この市政改革は19世紀後半のイギリス各都市の見本となった。
1875年には公衆衛生法の後押しもあり、市民の健康に大きな影響をもたらすガスの、1876年は水道事業の市営化を断行した。それまでは議会から選ばれた私企業がガス・水道事業を行っていたが、私企業では資金力が足りないため設備投資がなおざりとなりがちで様々な問題が発生していた。とりわけ水道の水質の悪さが伝染病の原因になっていた。利用料金の吊り上げと相まって、市民の不満が高まっていた。そこで市有化によって水道の水質の向上と漸進的な利用料金の値下げを図ろうとしたのである。この政策は「ガス・水道社会主義」と呼ばれた。
そのほか、ベンジャミン・ディズレーリ内閣が制定した労働者住宅改善法を使って都市改造も行った。「薄汚れた巨大村落に過ぎないバーミンガム市を一大商業都市にする」と宣言し、貧民窟を次々と取り壊してその土地を収用し、公園や街路などインフラ設備を行った。これにより市の中心部にあった巨大スラム街は商店街とオフィス街に変貌した。この事業は「建設革命 (Constructive Revolution)」と呼ばれた。

### 中央政界に新急進派として登場

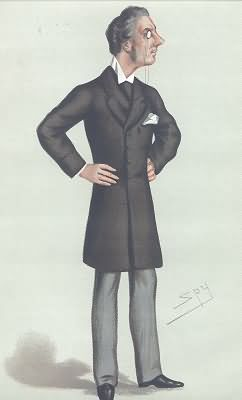
1877年1月27日の『バニティ・フェア』誌のチェンバレンの戯画。

チェンバレンはバーミンガムにおける選挙の民衆動員・組織化を目的とする自由党の議会外組織「バーミンガム自由党連盟 (Birmingham Liberal Federation)」の中枢として活動しており、その組織力をバックに1876年にはバーミンガム選挙区から庶民院議員に当選して中央政界に移った。
国政においてチェンバレンは「新急進派」と呼ばれた。地主貴族などの封建主義勢力を打破して資本家中心の社会を目指す点では旧来の急進派と同じだが、新急進派はそれに加えて1867年の第二次選挙法改正以来、労働者層が大きな影響力を持った点に着目し、資本家と労働者の階級闘争を抑えるべく労働者層に譲歩した社会改革を行う立場であった。具体的な内容の綱領をもち、大衆を動員するという旧来の急進派に見られなかった強力な政治運動の手法も「新」を冠された理由であると考えられる。さらに後年には急進派が平和外交・小英国主義外交を志向するのに対して新急進派は帝国主義外交・強硬外交を推進するという特徴も出てくる。
1877年にはバーミンガム自由党連盟を中核に他の選挙区の同種の組織と合同して「自由党全国連盟」を結成した。同連盟はその強力な大衆動員能力で自由党の選挙運動に貢献したが、支援する候補に対して連盟の新急進的な方針に絶対服従することを要求したため、自由党の公認候補者の決定や政策に新急進派が大きな影響力を持つ原因になった。そのため保守党のみならず、ホイッグ派など自由党内他派閥からも強い批判を受けていた。
1880年の解散総選挙の自由党の勝利はウィリアム・グラッドストンの「ミッドロージアン・キャンペーン」もさることながら、連盟の大衆的組織活動の恩恵も大きかった。

### 第二次グラッドストン内閣通商大臣

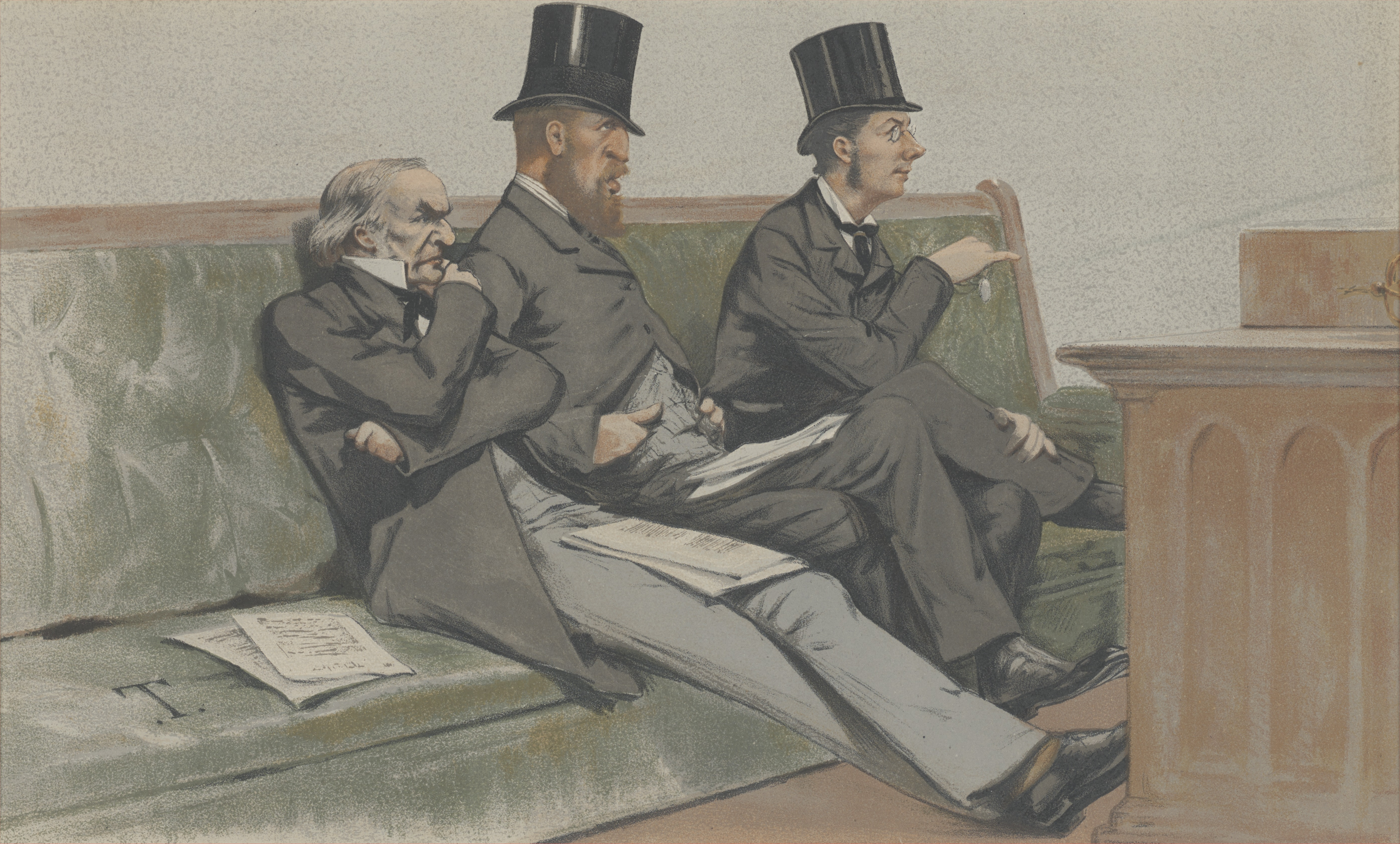
1880年7月6日の『バニティ・フェア』誌の庶民院国務大臣席の戯画。左から首相グラッドストン、インド担当相ハーティントン侯爵、通商相チェンバレン。

総選挙の勝利で誕生した第2次グラッドストン内閣に通商大臣として入閣した。
通商大臣として貿易を所管することになったこと、またジョン・ロバート・シーリーの『英国膨張史論 (The expansion of England)』に感銘を受けたこと、さらに自治大臣サー・チャールズ・ディルク准男爵（『大英帝国論 (Greater Britain)』の著者）と盟友関係を深めたことなどにより、植民地政策に関心を深めていった。
1881年にエジプトで発生したウラービー革命に対しては、それがムハンマド・アリー朝に対する蜂起に留まっていた当初は「抑圧されたエジプト人民の正当な蜂起」と好意的だった。この段階から閣内でフランスと連携して武力鎮圧すべしと主張していたのはハーティントン侯爵のみであった。しかし1882年6月にアレクサンドリア在住のイギリス人が多数殺害されてイギリス世論が硬化すると、チェンバレンも立場を変更して、エジプトに投下しているイギリス資本とスエズ運河を防衛せねばならぬと全閣僚の中でも最も強硬に軍事干渉論（しかもイギリス単独の）を主張するようになった。急進派のランカスター公領大臣ジョン・ブライトが一人戦争に反対していたことと対照的だったという。最終的にグラッドストン首相はチェンバレンの意見を容れ、イギリス単独でエジプト出兵して革命を武力鎮圧して同国をイギリス占領下に置いた。
1884年にイギリスとドイツ帝国がニューギニア支配権をめぐって対立を深めた際にもチェンバレンは強硬姿勢をとり、ドイツに先んじてニューギニアを獲得すべきと訴えた。しかしグラッドストンはドイツと緊張が高まることを恐れ、ニューギニアをドイツと分割占領した。
時限立法であるアイルランド強圧法の期限が迫る1885年、アイルランド担当相ジョージ・トレヴェリアンらホイッグ派閣僚たちが強圧法の延長を求めたが、チェンバレンはアイルランド国民党に一定の満足を与えるべきであると主張してそれに反対した。政府内にはアイルランド自治法を成立させるべきとの声もあったが、チェンバレンはそれにも反対した。彼はアイルランドについて自治国にするのではなく、地方自治体としての権限強化を考えていた。
自由党内閣のグダグダした閣内論争にしびれを切らしたアイルランド国民党のチャールズ・スチュワート・パーネルは保守党との連携に動いた。第二次グラッドストン内閣は倒閣され、ソールズベリー侯爵を首相とする保守党内閣が樹立された。

### 1885年総選挙のキャンペーン
チェンバレンは1885年4月に「弱者を庇護し、社会制度の不平等な面を改善し、生存競争を緩和し、多数派の福利を増進することがこれからの国家の義務となる」と語り、以降1885年11月の総選挙まで民衆の生活水準を上げることを公約する綱領を掲げてイギリス各地で遊説した。初等教育無償化、男子普通選挙、連合王国議会の優位の下での地方自治制度確立、所得税や間接税の軽減、農地改革などがその内容であった。党首グラッドストンが農地改革や初等教育無償化などに賛成しなかったことからこの綱領は非公式綱領 (Unauthorized Programme) と呼ばれた。
非公式綱領の中でもとりわけ民衆の人気を集めたのが農地改革だった。チェンバレンは農村について小作人に小土地を与えて自作農民層を増やそうと主張した（このキャンペーンは保守党からの嘲笑的なあだ名「3エーカーの土地と1頭の牛」の名で知られる）。チェンバレンの腹心であるジェス・コリングスがこのキャンペーンの中心として活躍し、総選挙の自由党の勝利に大きく貢献した。
一方で地主貴族が多い自由党ホイッグ派は新急進派の農地改革に強く反対し、自由党は分裂寸前にまで陥った。ホイッグ派の領袖であるハーティントン侯爵は「やがて我々は自由党を出て保守党に合流することになるだろう」とため息交じりに予言している。
総選挙の結果、自由党が322議席、保守党が251議席、アイルランド国民党が86議席をそれぞれ獲得した。保守党は少数派のままだったので敗北した形だが、自由党が過半数割れしたことを理由に政権にとどまった。しかし結局1886年1月に召集された議会で自由党とアイルランド国民党が連携した結果、保守党政権は倒れた。

### 第三次グラッドストン内閣自治大臣

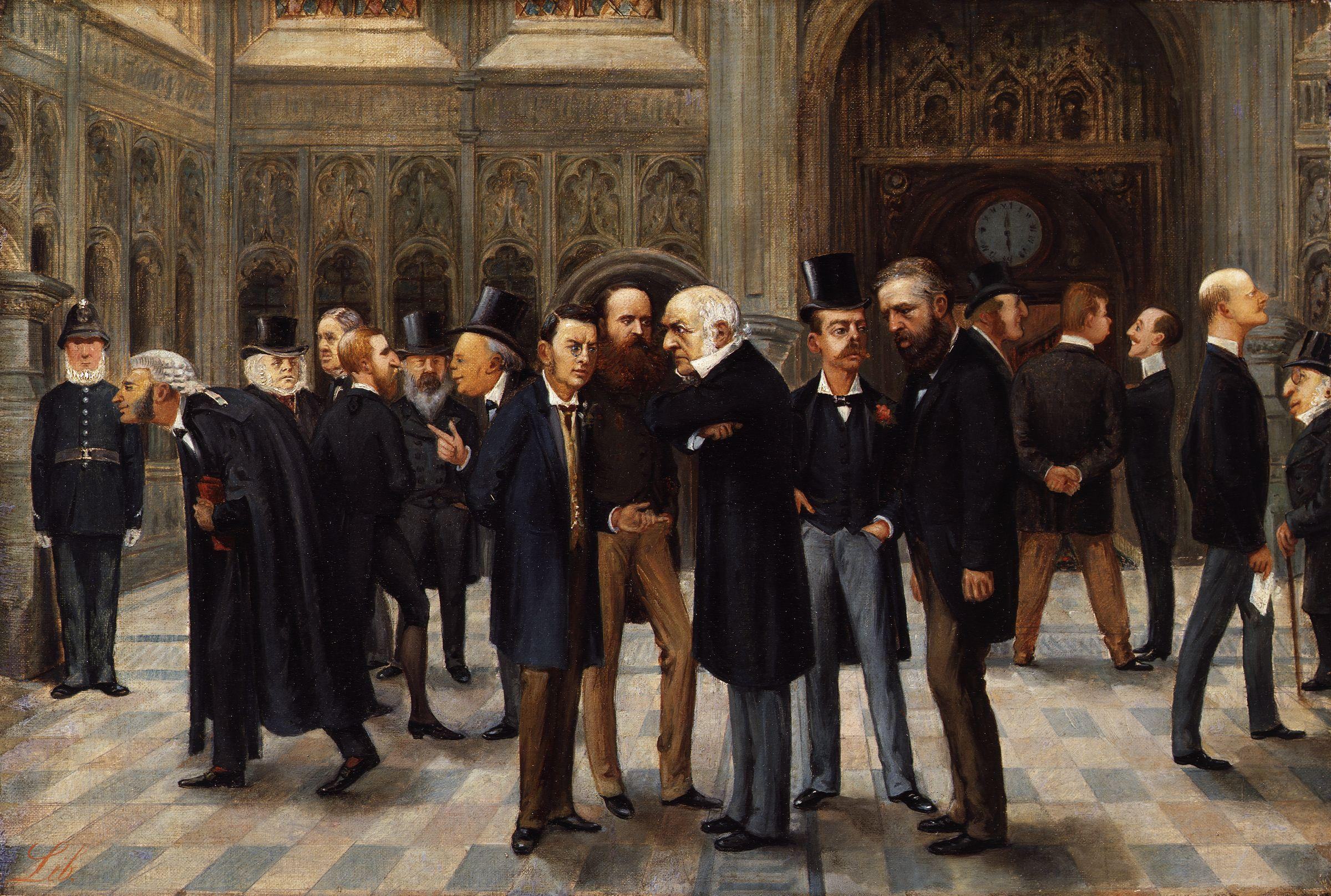
庶民院議場のロビーを描いた戯画。チェンバレンとグラッドストンとパーネルが話している。グラッドストンの後ろにランドルフ・チャーチル卿とハーティントン侯爵がいる（1886年11月30日『バニティ・フェア』誌）

1886年2月に第3次グラッドストン内閣が成立した。
この頃グラッドストンはアイルランド自治の方針を固めていたが、アイルランド自治には党内からもハーティントン侯爵らホイッグ派から強い反発を受けていた。ハーティントン侯爵が入閣を拒否したため、ホイッグ派が離反した自由党内閣となった。
チェンバレンは前述したようにアイルランドへの地方分権には反対しなかったが（ホイッグ派は地方分権にも反対だった）、グラッドストンがやろうとしているようなアイルランド自治は大英帝国の結合を弱めるものとして反対していた。しかし対立しているホイッグ派と共闘する形になって派閥内の人望を落とすのだけは避けたいという思いがあったため、嫌々ながらグラッドストン内閣に入閣した。
本来チェンバレンは植民地大臣としての入閣を希望していたが、グラッドストンは「議員生活10年の政治家に植民地相は格が高すぎる」として拒否し、自治大臣職を彼に与えた。
グラッドストンは緊縮のため、政務次官の一律減俸を行ったが、チェンバレンは先の総選挙の「3エーカーの土地と一頭の牛」キャンペーンの功労者であるジェス・コリングスの俸給まで減らされることに反発した。さらにグラッドストンはアイルランド自治法案の起草に熱中する余り、チェンバレンが作成した地方自治法案を閣議でまったく取り上げようとしなかった。このようなことが重なってチェンバレンの不満は高まっていった。
グラッドストンが3月13日に閣議でアイルランド自治法案を発表すると、チェンバレンは職を賭して同法案を阻止することを決意し、アイルランド議会に権限を与え過ぎている点、またアイルランド議員が連合王国議会から排除される点から連合王国の統一を破壊する法案として強く批判した。とりわけプロテスタント人口が多いアルスター（北アイルランド）にこのような法を適用するのは南北アイルランド紛争を激化させるとして反対した。グラッドストンとチェンバレンの交渉が何度か行われたものの、妥協には至らず、チェンバレンは3月24日に自治大臣職を辞職した。

### 自由統一党結成
グラッドストンのアイルランド自治法案は議会に提出されたものの、チェンバレンら新急進派、ハーティントン侯爵らホイッグ派の造反によって6月に否決された。
ここにきてチェンバレンは新急進的な政策を取り下げて、長年の敵対勢力であったホイッグ派に接近し、両派閥を合同して新党自由統一党を結成した。自由党全国連盟も分裂し、連盟の大半は党首グラッドストンに従ったものの（これを機に連盟本部もバーミンガムからロンドンへ移される）、バーミンガム自由党連盟など一部はチェンバレンを支持して「バーミンガム自由統一党連盟 (Birmingham Liberal Unionist Association)」を結成した。
ホイッグ派との連携について無節操との批判が続出する中、チェンバレンは「私は、絶対的な節操などという徳は政治家にとって必要ではないと信じています。政治家たるもの、情勢の変化に応じて意見を変えていかなければならない義務もあるでしょう」と反論している。
アイルランド自治法案の否決を受けて議会を解散したグラッドストンだったが、1886年7月の総選挙の結果、保守党が316議席、自由党が196議席、自由統一党が74議席、アイルランド国民党85議席をそれぞれ獲得し、グラッドストンは惨敗した。

### 第二次ソールズベリー内閣に閣外協力

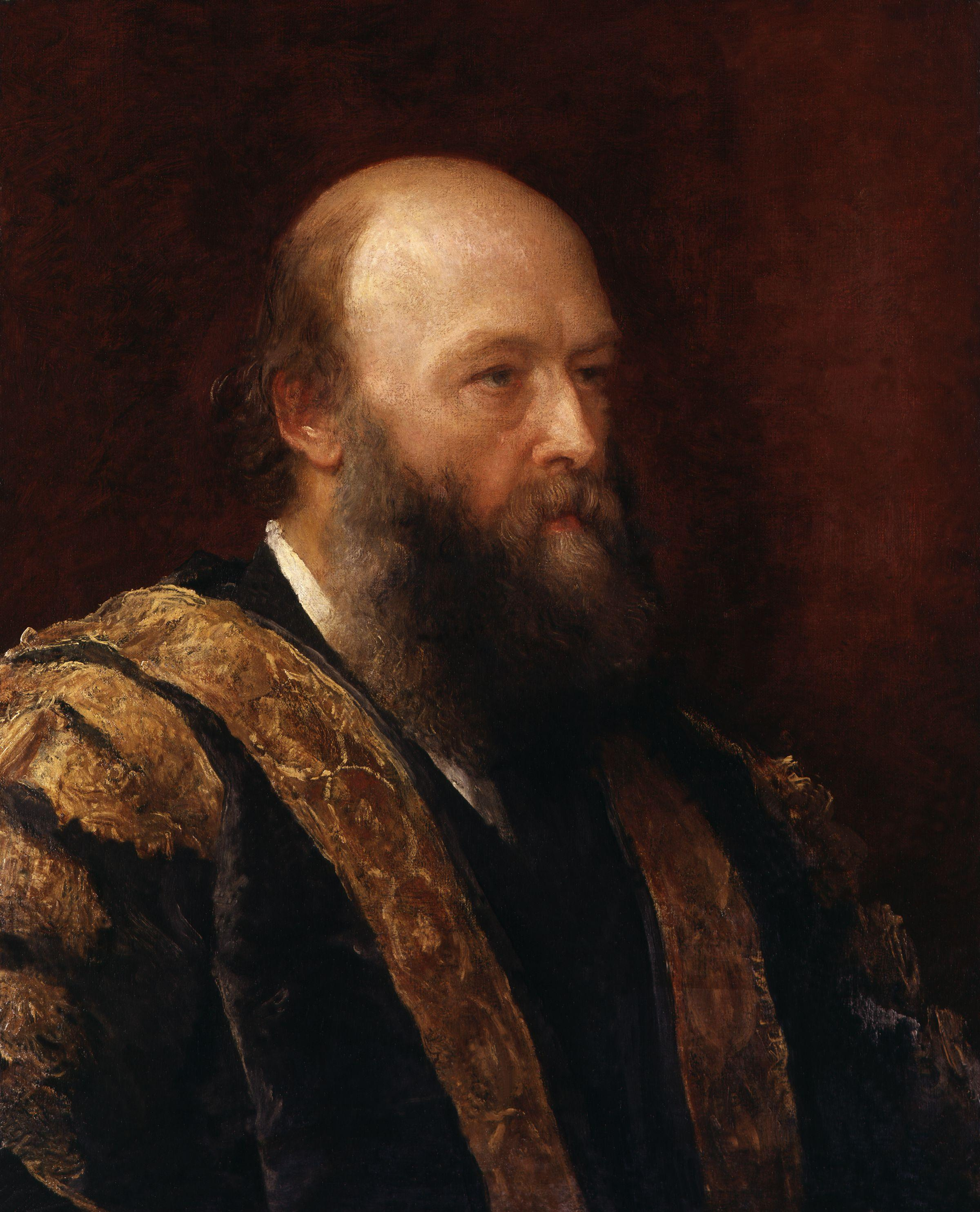
首相ソールズベリー侯爵を描いた絵画

第三次グラッドストン内閣は総辞職することになり、1886年7月に保守党政権の第2次ソールズベリー侯爵内閣が成立した。保守党が過半数に届かなかったため、自由統一党がキャスティング・ボートを握ることとなった。
ソールズベリー侯爵は自由統一党の党首ハーティントン侯爵に保守党と自由統一党の連立内閣の首相になってほしいと打診したが、ハーティントン侯爵はチェンバレンの自由党返りを警戒して自由統一党は閣外協力に留めたいと返答した。
チェンバレンは非公式綱領の思想を諦めてはおらず、自分が閣外協力する条件として地方自治の農村への拡張、土地改革制度推進を政府に要求した。
チェンバレンの圧力によってソールズベリー侯爵は次々と内政改革に着手した。1887年には自作農を増加させるべく配分地法が制定され、小作農一家族当たり1エーカーの土地を配分することが目指された。
1888年には地方自治法が制定されて行政州ごとに代議制の州議会が設置され、イギリス地方自治制度の基礎が築かれた。
1892年には既存の地主から土地を収容して小規模地主を増加させることを目的とした小農地保有法を制定させた。チェンバレンはその調査組織として創設された小農地特別委員会（Select Committee on Small Holding）の議長に就任した。チェンバレンはもともと地主から土地を強制収用することを希望していたが、その点は保守党がブレーキをかけ、収用は州議会と地主の合意によることとした。
1891年から1892年にかけて来る総選挙に備えて「労働綱領」を自由統一党の選挙綱領に掲げた。その内容は鉱山や危険労働を行う労働者の労働時間の制限、労働争議を仲裁する裁判所の設置、ドイツのビスマルクの社会政策をモデルとした労災保険や年金保険制度の創設、地方自治推進、外国移民の制限などを柱とする。ただこの綱領は財源の裏付けがない点に批判があった。保守党やホイッグ派とすっかり近しい存在になっていたチェンバレンとしては地主貴族や有産者層に負担を求めるわけにも行かず、社会政策の財源として植民地獲得に目を付けるようになっていく。チェンバレンはこの頃「帝国、それなくしてもはや経営者に貿易はありえない。したがって労働者に賃金もありえない」と語っている。

### 第三次ソールズベリー内閣・バルフォア内閣植民地相

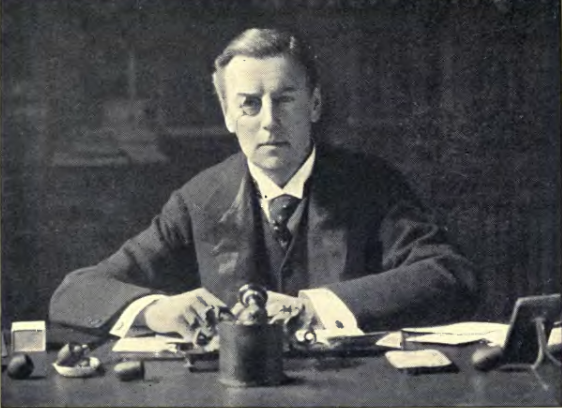
植民地省の大臣デスクに座るチェンバレン

1892年6月末の解散総選挙に保守党と自由統一党が敗れた結果、一時的に自由党に政権を奪還されたが、1895年6月には保守党が政権を再奪還し、第三次ソールズベリー侯爵内閣が発足した。内閣はすぐに解散総選挙に打って出て勝利し、保守党と自由統一党が合同して「保守統一党」政権が発足した。ただしこの時点では完全な合同ではなく、自由統一党は引き続き独自の組織と資金で運営された（チェンバレンも保守党員にはなっていない）。
この内閣にチェンバレンは自ら希望して植民地大臣として入閣することになった。内閣は事実上ソールズベリー侯爵とチェンバレンの二人首相体制であったため、「両頭政治(Two-headed administration)」とも呼ばれる。
チェンバレンは「私は第一に大英帝国、第二にイギリス民族を信じる。イギリス民族こそが世界で最も偉大な支配民族であると確信している。これは空虚な誇りではない。現に我らが広大な領土を統治していることで実証されていることだ。」（1895年11月の帝国協会での演説）と宣言して積極的な帝国主義政策に乗り出した。

#### ジェームソン侵入事件をめぐって

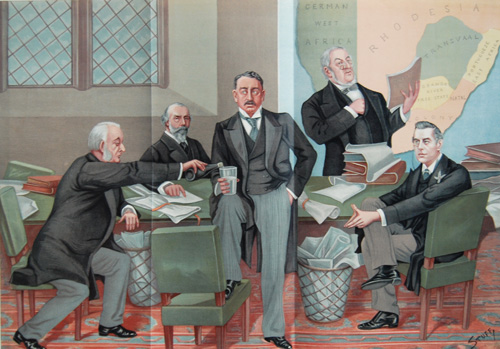
1897年の南アフリカ会議を描いた戯画。中央が南アフリカ会社社長セシル・ローズ、右端がチェンバレン植民地相（『バニティ・フェア』誌）

1895年12月29日から翌年1月2日にかけてジェームソン侵入事件が発生した。これはイギリス・ケープ植民地首相、また勅許会社イギリス南アフリカ会社社長であるセシル・ローズの首席補佐官レアンダー・スター・ジェームソンがトランスヴァール共和国支配を狙って500名の南アフリカ会社所属の騎馬警察官を率いて同国へ侵入するも、翌年1月2日までには全員トランスヴァール官憲に投降した事件である。この事件が起こった背景にはドイツ帝国政府とドイツ資本がトランスヴァールに接近を図っていたことへのローズの焦燥があった。
この事件にチェンバレンが関与しているのでは、という噂は事件直後からあった。チェンバレンが計画の存在を知っており、それどころか決行を促進する指示さえ出した可能性は濃厚だったが、庶民院に設置されたジェームソン侵入事件に関する査問委員会（チェンバレンも委員の一人）は、ローズを弾劾して公職から罷免しつつ、チェンバレンや本国植民地省については関与なしとの判断を下した。査問委員会でこういう結論が出されたのはチェンバレンが事前に南アフリカ会社の勅許状取り上げをちらつかせてローズを脅迫し、彼に査問委員会で「植民地大臣は何も知らなかった」と証言させたことが大きかった。また植民地大臣と植民地省高級官僚の無罪を証明するため数人の下級官僚をスケープゴートにした工作も功を奏した。
さらにチェンバレンはドイツ皇帝ヴィルヘルム2世がトランスヴァール大統領ポール・クリューガーに祝電を送ったことを利用してイギリス国民の怒りをそちらへ向けさせて、自らの保身を図り、そればかりか民衆の世論を反トランスヴァールに誘導するのに成功したのだった。
チェンバレンは1897年5月よりケープ植民地高等弁務官に着任したアルフレッド・ミルナーを通じてトランスヴァールに対する強硬外交を行うようになった。ただし首相ソールズベリー侯爵がマフディーの反乱以来独立状態にあるスーダンの再征服を1898年に計画していたため、チェンバレンもそれが終わるまではことを荒立てすぎないようにとミルナーを抑制した。

#### 中国分割をめぐって
1895年の日清戦争で日本に敗れた清は巨額の対日賠償金を負い、ロシア帝国とフランスから借款を余儀なくされた。両国はその見返りとしてロシア資本の満洲・北中国進出、フランス資本の南中国進出を認めるよう清政府に強要し、阿片戦争以来の清のイギリス一国の半植民地（非公式帝国）状態が崩壊し、列強諸国による中国分割が開始された。
とりわけロシアは1898年に遼東半島の旅順と大連に軍を派遣して租借地として強奪し、北中国における軍事的優位を確立していた。これについてチェンバレンはバーミンガムで「悪魔（ロシア）と食卓を共にする者には長いスプーンが必要です。イギリスがこれまでのような孤立主義をとっていたら、我々の中国内における利益は考慮されることなく、中国の命運は決定されていくことになるでしょう。」と演説し、中国分割において利害関係が最も近い列強国と同盟を結ぶことを示唆した。フランスはロシアの同盟国なので除外され、アメリカ合衆国はイギリス同様に海軍力に依存しているのでロシアに対抗する国にはなりえない。提携相手は相応の陸軍力を持った国でなければならなかった。
チェンバレンとハーティントン侯爵と第一大蔵卿バルフォアはその同盟相手としてドイツと日本をあげた。1900年の義和団の乱でロシアが満洲を軍事占領したのを契機として英独間で揚子江協定が締結されたが、ドイツは満洲についてこの協定を適用することを拒否し、ロシアとの対立を回避したため、結局イギリス政府はロシアの満洲・朝鮮半島への野心を恐れていた日本と同盟に向かうことになる。

#### 植民地会議
ヴィクトリア女王の在位60周年記念式典（ダイヤモンド・ジュビリー）があった1897年6月24日にはカナダなど大英帝国自治領の首相たちを招いての「植民地会議」がチェンバレンの主催で開催された。
会議でチェンバレンは各自治領大使が参加する大英帝国議会の創設、帝国内自由貿易推進のための関税同盟などを提唱したが、自治領首相たちはイギリス本国に主導権を握られることや関税収入がなくなることに対して難色を示した。会議は具体的な成果なく終わったものの、自治領を以前よりも大英帝国に強く統合するというイギリス本国の志向を自治領に示したという点では大きな意味があった会議である。
またこの際にチェンバレンが仲が悪いオーストラリア各州の首相と面会してその関係を斡旋したことでオーストラリア各州の統合へ向けた動きに弾みが付き、1901年にオーストラリア連邦の創設が実現している。

#### 第二次ボーア戦争

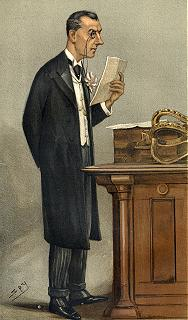
1901年3月7日の『バニティ・フェア』誌のチェンバレンの戯画。

スーダン再征服は1898年終わりに完了した。同じころ、ドイツ政府がサモアのドイツ領有をイギリスが認めるなら、イギリスとトランスヴァールが戦争になった場合、ドイツは中立の立場をとるという提案をしてきた。チェンバレンはイギリス資本が莫大な投資をしているトランスヴァールが最優先であるとしてドイツの提案に応じるようソールズベリー侯爵に進言し、その結果イギリス政府はこの提案に応じることとなった。
後顧の憂いをたったチェンバレンは、1898年後期からトランスヴァール在住イギリス人の選挙権問題などでトランスヴァールに干渉するようになった。1899年6月にチェンバレンは「トランスヴァールのイギリス国民たちが『奴隷』状態に置かれている」というセンセーショナルな内容のミルナーの電報を国民に公表して、反トランスヴァール世論を煽った。マスコミ各紙も盛んにトランスヴァール批判を展開するようになった。『タイムズ』紙は「トランスヴァール政府は、選挙権を与えられていない『外国人』から搾取した資金で軍備増強を図っている。これは注目に値することである。多数のライフル銃がトランスヴァール農民に配られている。」と書きたてている。
チェンバレンははじめトランスヴァールを「戦争なき無条件降伏」に追い込もうと考えていたが、それが無理そうだと判断すると、1899年8月下旬頃からミルナーの開戦論に賛同するようになった。チェンバレンは、9月の閣議で英領ナタールの戦力強化を主張して、1万人のインド兵をナタールに送り込む閣議決定を出させた。さらにイギリス国民の戦意を煽るべく、トランスヴァール側に最後通牒を出させようとトランスヴァール挑発を行った。これに耐えかねたトランスヴァール大統領ポール・クリューガーは10月9日に最後通牒を発した。10月10日にイギリス政府がこの最後通牒を拒否したことで両国は開戦に至った。
当初この戦争は1899年のクリスマスまでには終わると想定されていたが、予想以上にボーア人が奮戦したため、長期戦となった。それでもイギリス軍は着実に戦果をあげていき、1900年6月5日にはトランスヴァール首都プレトリアがイギリス軍によって占領された。この報告を受けたチェンバレンは総選挙の絶好のチャンスと見て、ソールズベリー侯爵に議会の解散を進言した。その結果、9月に議会は解散となった。この選挙における与党の選挙運動はほとんどチェンバレンによって指導された。首相でも庶民院院内総務でもない人物が選挙戦を指導するのは前例のないことであった。チェンバレンは「有権者諸君、一個人・一政党の利益ではなく、帝国全体の利益について考えてほしい」「与党が失う議席はボーア人が得る議席である」などと戦意を煽る演説を盛んに行った。また自由党内でボーア戦争支持寄りの態度をとっていた「自由帝国主義派」と区別があいまいになることを警戒し、「自由党に属する者は全員小英国主義者」「自由党議員は全員ボーア人の手先」とするレッテル貼りを強化した（しかしその結果自由党内の小英国主義者と自由帝国主義者の対立が一時収束して自由党が一丸となって選挙戦に取り組むという逆効果も生んだ）。
10月に行われた総選挙の結果、与党は自由党とアイルランド国民党に対して134議席の大差で勝利した（ただし小選挙区制の賜物であり、得票数は与党が242万票、自由党が210万票と32万票ほどの差であった）。
一方ボーア戦争は未だ終わっていなかった。国土を占領されてもボーア人が屈することはなく、執拗なゲリラ攻撃でイギリス軍を苦しめていた。最終的にはイギリス・ボーア人双方の厭戦気分が高まってきたことで1902年6月に至って講和条約が締結されて、トランスヴァールはイギリスに併合されることとなった。

#### 関税問題
1902年7月11日にソールズベリー侯爵が首相を退任、その甥であるアーサー・バルフォアが首相に就任し、バルフォア内閣が発足した。この頃チェンバレンは交通事故にあって療養中だったため、後継の首相になることができなかった。ソールズベリー侯爵が甥に後を継がせるためこの時期を選んで辞職したとする説もあるが定かではない。ただチェンバレンは名誉に関心はなく実権だけを求める性格なので、自分の意見を重んじるのであれば、年下のバルフォアのもとで働くこともやぶさかではなかった。彼はバルフォア内閣でも植民地大臣に留任することとなった。
予想外に長引いたボーア戦争には2億2300万ポンドもの戦費がつぎ込まれており、1900年以降、イギリス財政は赤字になっていた。
こうした中、チェンバレンは外国商品（食料含む）に対して報復関税をかけつつ、帝国特恵関税制度を導入して大英帝国内の関税は安くすることを主張するようになった。大英帝国の結び付きを強化して自給自足経済圏の建設を目指すとともに、関税収入をもって均衡財政と社会保障費の確保を図ろうという意図であり、小英国主義とは真っ向から対立する発想だった。
しかしこの計画は自由貿易派の蔵相チャールズ・リッチーから強い抵抗を受けた。チェンバレンが1902年から1903年3月にかけて南アフリカを訪問してロンドンを不在にしていたことが災いし、リッチーの強硬な反対は他の閣僚にも伝播した。
リッチーが反保護貿易主義的な予算案を提出したことに反発して、チェンバレンは1903年5月15日にバーミンガムで行った演説で帝国内特恵関税制度を提案した。その演説で彼は「私は大英帝国を信じている。その最高の任務の一つは全世界の国々と友好を育むことだが、もし孤立しても自給自足でき、いかなる相手とも競争できる、そんな大英帝国を私は望む。」と語った。
この演説以降、関税問題は政界と世論を二分する大論争となった。貧しい庶民はパンの値段が上がることに反対し、保護貿易には反対だった。金融資本家も資本の流動性が悪くなるとして保護貿易には反対だった。対して工業資本家（廉価なドイツ工業製品を恐れていた）や地主（伝統的に保護貿易主義）は保護貿易を歓迎し、チェンバレンを支持した。ただ現実問題として大不況期は過ぎ去っており、再び貿易額が増加しはじめていた時期であったから、自由貿易を捨てるのは時期尚早に思われた。
閣内ではリッチーの他、枢密院議長デヴォンシャー公爵（ハーティントン侯爵、1891年にデヴォンシャー公爵位を継承）やインド担当相ジョージ・ハミルトン卿などがチェンバレンに反対した。若き新米議員ウィンストン・チャーチルも自由貿易を奉じてチェンバレンに反対している。
自由帝国主義派と小英国主義派に分裂していた自由党も自由貿易支持・反チェンバレンの旗のもとに一致団結して固まった。
孤立したチェンバレンは、保護貿易の世論を喚起することを狙うようになり、内閣に発言を拘束されぬため、1903年9月21日に植民地大臣を辞した。

### 植民地大臣辞任後

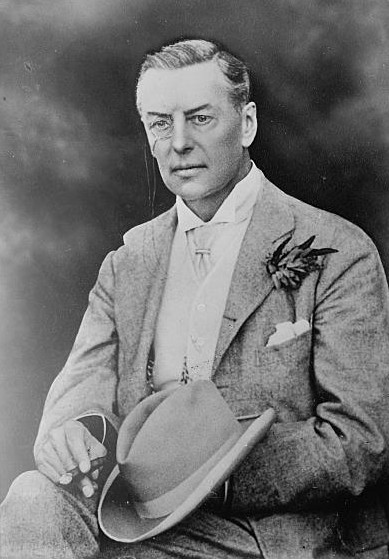
1909年のチェンバレン

自由統一党内では依然としてチェンバレン支持の声は強く、1904年5月にはバーミンガム自由統一党連盟総裁の地位をデヴォンシャー公爵から奪い取っている。チェンバレンはバーミンガム自由統一党連盟の大衆動員能力を使って関税復活の世論を喚起しようと図ったが、庶民の保護貿易への警戒感を解くにはいたらなかった。自由党のアスキスがチェンバレンが演説した場所を追い回してはチェンバレンの関税復活案を批判する演説をして回ったことも影響した。
首相バルフォアは保守統一党政権の分裂を防ぐために関税問題に触れるのを避けようと努めていたが、自由党は1905年3月に政権に揺さぶりをかけようと関税復活反対決議を議会に提出してきた。バルフォアは決議が抽象的であることを理由に決議に棄権する方針を打ち出したが、保守統一党政権の土台はぐらついていった。保守統一党若手議員たちが続々と離党して自由党へ移り始めた。後の英国首相ウィンストン・チャーチルもその一人だった。
そのような状況になってもチェンバレンに引くつもりはなく、1904年11月に開催された保守党立憲協会全国連盟のニューカッスル大会ではチェンバレン派が主導権を握って保護貿易主義の決議を採択させた。これによりバルフォア首相とチェンバレンは公然と対立するに至った。
バルフォアは自由党内でアイルランド問題をめぐって分裂がはじまった状況（小英国主義派領袖で党首のヘンリー・キャンベル＝バナマンと自由帝国主義派領袖ローズベリー伯爵の対立）を考慮して、今自由党に政権を譲れば、恐らく組閣できないばかりか、自由党分裂を誘うことができるのでは、と考えて1905年12月に内閣総辞職した。
しかし少数与党として政権についたキャンベル＝バナマン自由党政権はアイルランド国民党党首ジョン・レドモンドから次会期にアイルランド問題を取り上げないとの保証を得てアイルランド問題を棚上げにして党分裂を回避し、ただちに解散総選挙に打って出た。同選挙で保守党は惨敗している。
1906年7月にはバーミンガムでチェンバレンの70歳の誕生日が盛大に祝われたが、この直後に彼は脳卒中となり倒れた。病状は悪化していき、やがて半身不随となった。1914年7月2日にロンドンで死去した。
- バーミンガム市のチェンバレン広場（英語版）にあるチェンバレン記念碑（英語版）
- バーミンガム大学にあるチェンバレン記念時計塔（英語版）

## 人物・評価

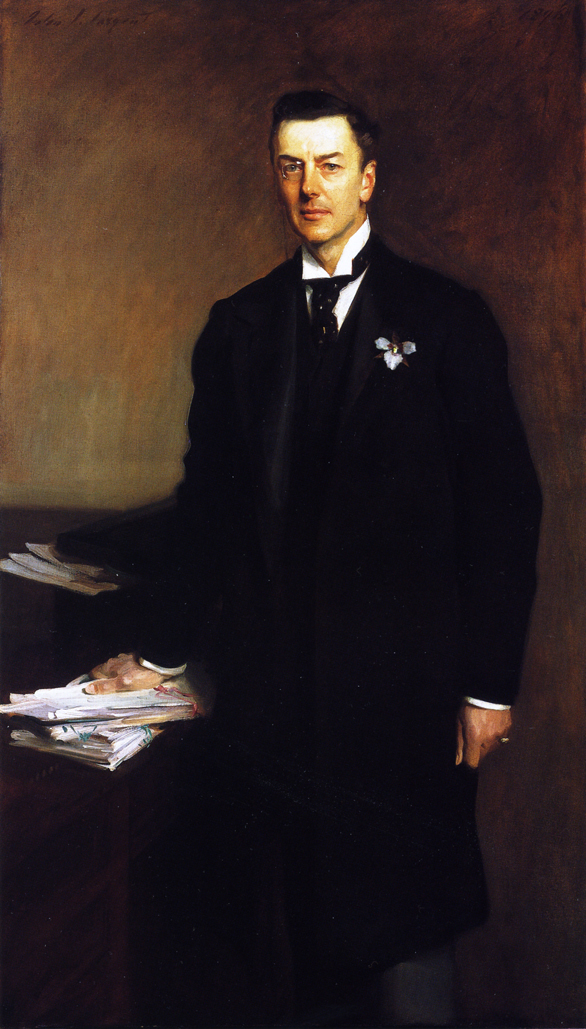
1896年のジョゼフ・チェンバレン

ヴィクトリア朝イギリスでは非国教徒の実業家は貴族と結婚でもしない限り、政界で要職に付ける見込みはほとんどなかった。チェンバレンはその数少ない例外となった人物である。19世紀後半は中産階級と労働者階級が既存の権威に反発した時代だったが、チェンバレンは彼らの世論を背景に労働者階級の保護と大英帝国の拡張を求めて戦った。ロイド・ジョージはチェンバレンについて「労働者の心理や願望を深く理解した人だった」と評している。
チェンバレンは社会主義と帝国主義を結合した「社会帝国主義」の政治家として知られる。ウィンストン・チャーチルはチェンバレンの帝国主義について「ディズレーリのイマジネーションを保守党に蘇らせた。大英帝国全臣民に一体感をもたせ、彼らの未来はこの考えにしたがって行動するか否かにかかっていることを知らしめた」と評する。ディズレーリの帝国主義とチェンバレンの帝国主義の違いについては、ディズレーリの帝国主義・大英帝国観が政治的なものだったのに対して、チェンバレンのそれは経済的なものだった点が指摘されている。彼の帝国主義は社会政策の財源確保と雇用創出という面が大きかった。そのためには大英帝国を膨張させて帝国内自由貿易を振興させる必要があったのである。
一方チェンバレンは優れた大衆政治家でもあるので政治効果も狙っていないわけではなかった。「優等民族アングロ・サクソン族は未開民族に『文明』をもたらす義務を負っている」というマニフェスト・デスティニーを積極的に訴え、国民のナショナリズムを煽った。こうした思想は当時のイギリス国民の民意とがっちり合っており、チェンバレンは国民から「俺たちのジョー(Our Joe)」と呼ばれていた。
社会主義の面でいえばチェンバレンは「リベラル・レーバリズム（自由労働者主義）」と位置づけられ、フェビアン社会主義への過渡期的政治家と評価される。フェビアン社会主義者のように中央集権体制・官僚主義体制を目指さず、地方自治を強化して地方自治体による社会政策を推し進めた点で「自治集産主義者」に分類する評価もある。1885年には「（裕福な者は）財産がその安全を保障される代償として身代金を支払うべきだ。貧乏がもたらす害悪の軽減、労働者の報酬の増額、貧者や弱者に希望と勇気を与える福祉立法を実現し、最大多数の最大幸福を達成すべきである」と訴える演説を行い、以降貴族や保守派から「イギリスのロベスピエール」と呼ばれて恐れられた。
共和主義の精神にも共感を示していた。ただしチェンバレンの考える共和主義とは、文字通りイギリス王室を廃止して共和政にという意味ではなく、門地など偶然の恩恵によって差が付くことが極力ない社会を実現するということである。貴族については「額に汗して働かず、糸を紡がない者（Who toil not neither do they spin）」と呼んで批判していた。チェンバレン自身もサーの称号や貴族の爵位を辞退している。
バーミンガム大学の創設者で初代総長でもあった。
シャンパンが大好物だったといい、医者が夜にシャンパンを飲むことを控えれば寿命が10年は伸びますと進言してきても、その程度の効果なら止める必要なしとして飲み続けたという。

## 家族

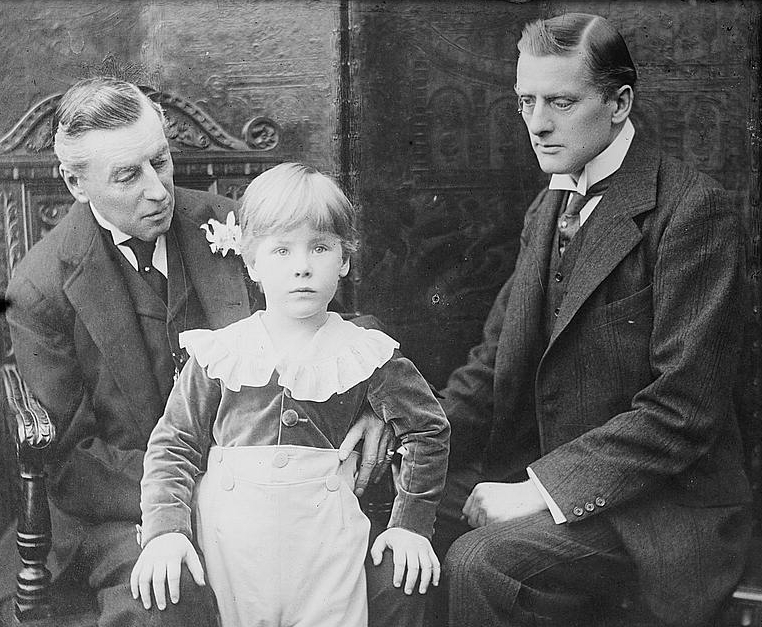
ジョゼフ・チェンバレン（左）、孫ジョゼフ・チェンバレン（中央）、長男オースティン（右）。

チェンバレンは三度結婚している。最初の妻ハリエット（旧姓ケンルック）とは1861年に結婚した。ハリエットは長女ビアトリス(Beatrice)、長男オースティンの二子を儲けたが、出産がもとで死去した。結婚からわずか2年足らずでの死別であり、チェンバレンは友人に「これ以上生きることができないほどの悲しみ」と述べている。
1868年にハリエットの従姉妹であるフロレンス（旧姓ケンルック）を二番目の妻に迎えた。彼女との間に次男ネヴィル、次女アイダ (Ida)、三女ヒルダ (Hilda)、四女エシル (Ethel)の4子を儲けた。だがフロレンスも出産が原因で1875年に死去した。
1887年、51歳の時に23歳のメアリー（旧姓エンディコット）と三度目の結婚をした。彼女と人生の最期まで連れ添うことになった。
歴史家ペトリーは「ジョゼフ・チェンバレンの勇気と困難な事態に背を向けない行動力はその息子であるオースティンとネヴィルにも受け継がれた」と述べている。外相となる長男オースティンは「私の父は大英帝国に新しい命を吹き込み、しかも大英帝国のたどるべき方途を示したのである」と語った。首相となる次男ネヴィルは「青年時代の私が父から受けた深い感銘は、その公的生活を貫いた考え方である。それはまた、公的生活に入ってからの私にも大きな影響を与えた。その考え方というのは労働者階級に対する深い同情である。労働者の生活を改善しようという父の熱望は、彼らの健康の向上を願う私の抱負を刺激した」と語っている。ネヴィルは父の遺志を引き継いで、1923年には保健大臣として住宅法と地方自治体法の制定に携わり、地方自治体強化と住宅建設を推進した。またネヴィルは帝国内特恵関税制度の主張も継承し、1932年にその法律の制定を主導することになる。